# Compans
Compans és un municipi francès, situat al departament del Sena i Marne i a la regió d'Illa de França. L'any 2007 tenia 708 habitants.
Forma part del cantó de Mitry-Mory, del districte de Meaux i de la Comunitat d'aglomeració Roissy Pays de France.

## Demografia

### Població
El 2007 la població de fet de Compans era de 708 persones. Hi havia 223 famílies, de les quals 36 eren unipersonals (16 homes vivint sols i 20 dones vivint soles), 61 parelles sense fills, 114 parelles amb fills i 12 famílies monoparentals amb fills.
La població ha evolucionat segons el següent gràfic:
Habitants censats

### Habitatges
El 2007 hi havia 247 habitatges, 233 eren l'habitatge principal de la família i 15 estaven desocupats. 205 eren cases i 42 eren apartaments. Dels 233 habitatges principals, 180 estaven ocupats pels seus propietaris, 45 estaven llogats i ocupats pels llogaters i 8 estaven cedits a títol gratuït; 9 tenien dues cambres, 34 en tenien tres, 54 en tenien quatre i 136 en tenien cinc o més. 189 habitatges disposaven pel capbaix d'una plaça de pàrquing. A 98 habitatges hi havia un automòbil i a 113 n'hi havia dos o més.

### Piràmide de població
La piràmide de població per edats i sexe el 2009 era:
| Homes | Edats   | Dones |
| ----- | ------- | ----- |
| 0     | 95 o +  | 0     |
| 0     | 90 a 94 | 4     |
| 0     | 85 a 89 | 0     |
| 4     | 80 a 84 | 0     |
| 0     | 75 a 79 | 12    |
| 8     | 70 a 74 | 12    |
| 0     | 65 a 69 | 8     |
| 12    | 60 a 64 | 12    |
| 8     | 55 a 59 | 8     |
| 12    | 50 a 54 | 16    |
| 44    | 45 a 49 | 28    |
| 60    | 40 a 44 | 40    |
| 36    | 35 a 39 | 44    |
| 28    | 30 a 34 | 24    |
| 8     | 25 a 29 | 12    |
| 32    | 20 a 24 | 20    |
| 44    | 15 a 19 | 20    |
| 40    | 10 a 14 | 36    |
| 36    | 5 a 9   | 36    |
| 16    | 0 a 4   | 12    |

## Economia
El 2007 la població en edat de treballar era de 509 persones, 381 eren actives i 128 eren inactives. De les 381 persones actives 349 estaven ocupades (200 homes i 149 dones) i 32 estaven aturades (11 homes i 21 dones). De les 128 persones inactives 28 estaven jubilades, 70 estaven estudiant i 30 estaven classificades com a «altres inactius».

### Ingressos
El 2009 a Compans hi havia 230 unitats fiscals que integraven 696 persones, la mediana anual d'ingressos fiscals per persona era de 22.057 €.

### Activitats econòmiques
Dels 105 establiments que hi havia el 2007, 1 era d'una empresa extractiva, 1 d'una empresa alimentària, 1 d'una empresa de fabricació de material elèctric, 10 d'empreses de fabricació d'altres productes industrials, 7 d'empreses de construcció, 27 d'empreses de comerç i reparació d'automòbils, 32 d'empreses de transport, 1 d'una empresa d'hostatgeria i restauració, 1 d'una empresa d'informació i comunicació, 3 d'empreses financeres, 2 d'empreses immobiliàries, 15 d'empreses de serveis i 4 d'empreses classificades com a «altres activitats de serveis».
Dels 7 establiments de servei als particulars que hi havia el 2009, 1 era un paleta, 2 fusteries, 1 empresa de construcció, 1 agència de treball temporal, 1 restaurant i 1 agència immobiliària.
L'únic establiment comercial que hi havia el 2009 era una perfumeria.
L'any 2000 a Compans hi havia 3 explotacions agrícoles que ocupaven un total de 396 hectàrees.

## Equipaments sanitaris i escolars
El 2009 hi havia una escola elemental.

## Poblacions més properes
El següent diagrama mostra les poblacions més properes.